# Cylapocerus
Cylapocerus is een geslacht van wantsen uit de familie van de Miridae (blindwantsen). Het geslacht werd voor het eerst wetenschappelijk beschreven door José Cândido de Melo Carvalho & Argentino Viegas Fontes in 1968.

## Soorten
Het genus bevat de volgende soorten:

- Cylapocerus amazonicus Carvalho, 1989
- Cylapocerus antennatus Carvalho & Fontes, 1968
- Cylapocerus rondoniensis Carvalho, 1991
- Cylapocerus tucuruiensis Carvalho, 1989